# The Guru (pel·lícula de 2002)
The Guru és una pel·lícula de comèdia sexual del 2002 escrita per Tracey Jackson i dirigida per Daisy von Scherler Mayer. La pel·lícula se centra en un professor de dansa que ve als Estats Units des de l'Índia per seguir una carrera normal, però de passada s'ensopega amb una carrera breu però destacada com a guru del sexe, una carrera basada en una filosofia que aprèn d'una estrella del porno.
La pel·lícula és protagonitzada per Jimi Mistry com el personatge homònim, Heather Graham com l'actriu de la qual aprèn i Marisa Tomei, que l'ajuda a assolir el seu estatus de guru entre els seus amics socialite de Nova York. La pel·lícula va ser un èxit comercial, amb una recaptació de 24 milions de dòlars a taquilla mundial contra el seu pressupost d'11 milions de dòlars.

## Argument
Ramu Gupta (Jimi Mistry), un professor de dansa, abandona la seva ciutat natal Delhi, Índia, per buscar fortuna als Estats Units. L'atrauen les exageracions del seu cosí, Vijay, que ja s'ha traslladat a Nova York.
Buscant feina com a actor, l'ingenu Ramu, sense saber-ho, aconsegueix un paper en una pel·lícula pornogràfica. Aquella nit va acompanyar en Vijay i els seus companys d'habitació en una feina de càtering en una festa d'aniversari de la societat. Quan l'indi swami contractat per dirigir-se a la festa cau en l'oblit borratxo, Ramu ocupa el seu lloc. Sense una autèntica filosofia, improvisa repetint els consells que li havien donat Sharonna (Heather Graham), una actriu de cinema per a adults que va conèixer abans. La Lexi (Marisa Tomei), la noia d'aniversari, està tan impressionada que el promociona com a guru sexual de la New Age entre els seus amics.
Ramu contracta a Sharonna, aparentment per demanar consell sobre com ser actor en pel·lícules per a adults, tot i que el que realment vol són més idees que pugui utilitzar en el seu nou paper de guru del sexe. Entre ells es desenvolupa una relació personal, tot i que Sharonna està compromesa amb un bomber que creu que és una professora substituta.
Ramu es converteix en una celebritat durant la nit, àmpliament coneguda com a líder espiritual: el Guru del Sexe. La fama té un preu, però, i ha de triar entre la seva nova fama i els seus sentiments per Sharonna.
Ramu té una aparició a la televisió nacional on admet ser un frau, però passa la torxa a la Lexi i després s'afanya a creuar la ciutat per aturar el casament de la Sharonna. A la porta de l'església, Ramu coincideix amb l'amant gai secret del seu promès Randy (Bobby Cannavale). Tots dos s'oposen al casament, ja que estan enamorats dels nuvis. La pel·lícula acaba amb un número de ball de Bollywood, seguit de Ramu i Sharonna pujant a un cotxe i marxant cap al cel, en una paròdia de l'escena final de Grease.

## Repartiment
- Jimi Mistry com a Ramu Gupta
- Heather Graham com a Sharonna
- Marisa Tomei com a Alexandra "Lexi" Hamilton
- Dash Mihok com a Rusty McGee, el promès de la Sharonna
- Michael McKean com a Dwain, un director de pel·lícules per a adults
- Christine Baranski com a Chantal Hamilton, la mare de la Lexi
- Ronald Guttman com a Edwin Hamilton, el pare de Lexi
- Thomas McCarthy com a Lars Hamilton, el germà de Lexi
- Emil Marwa com a Vijay Rao, el cosí de Ramu
- Ajay Naidu com a Sanjiv, el company d'habitació d'en Vijay
- Charles Singh com a Amit, el company d'habitació de Vijay
- Bobby Cannavale com a Randy, l'amant gai de Rusty
- Malachy McCourt com el Pare Flannigan
- Sanjeev Bhaskar com a xef
- Anita Gillette com a Sra. McGee, la mare de Rusty
- Pat McNamara com el Sr. McGee, el pare de Rusty
- Sinia Jane com a Sra. Gupta, la mare de Rumu
- Anoop Puri com el senyor Gupta, el pare de Rumu
- Rizwan Manji com a cambrer de festa
- Damian Young com a Hank, l'home de càmera
- Dwight Ewell com a Peaches, amiga de la Sharonna
- Alex Khan com el jove Ramu Gupta
- Sakina Jaffery com a jove a classe de dansa

## Producció
The Guru es va rodar l'any 2001, principalment a Nova York, encara que algunes escenes es van filmar a Delhi.
Les ubicacions de la ciutat de Nova York inclouen Times Square, Chinatown de Manhattan, Central Park, Hunts Point, Queens, Brooklyn, el George Washington Bridge i prop del World Trade Center (el tret no es va treure després dels atemptats de l'11 de setembre de 2001) . El debut de Ramu a Broadway es va rodar al United Palace Theatre del Reverend Ike, mentre que l'escenari del final va ser l'església luterana de Bethlehem a Bay Ridge, Brooklyn.

## Música
La pel·lícula inclou diversos números de cançons i balls d'estil Bollywood, inclòs un on Ramu i Sharonna canten una versió de Kya Mil Gaya de Sasural que es transforma en una versió de "You're the One That I Want" de Grease. La cançó "Every Kinda People" de Jo O'Meara de la fama de S Club 7 s'utilitza als crèdits finals de la pel·lícula, i també s'inclou "One Way Or Another" de Sophie Ellis-Bextor, "Don't Say Goodbye" de l’àlbum de Paulina Rubio Border Girl. També apareix "Round Round" de Sugababes.

## Estrena
The Guru es va estrenar al Regne Unit, i finalment va recaptar 10 milions de dòlars, un sòlid èxit de taquilla al Regne Unit. Als Estats Units, la pel·lícula va recaptar 3 milions de dòlars respectuosos enestrean limitada. En total, la pel·lícula va recaptar 24 milions de dòlars en les taquilles d’arreu de món contra el seu pressupost d'11 milions de dòlars.

### Recepció crítica
Al lloc d'agregació de ressenyes de pel·lícules Rotten Tomatoes, The Guru té una puntuació del 57%, amb 50 de 88 revisors que donen a la pel·lícula una qualificació "fresca". El consens del lloc diu: "Una comèdia romàntica dolçament ximple però fina com una oblea." Basacz en 30 ressenyes, la puntació de la pel·lícula a Metacritic és 47 ("mixta").
Després de veure-la al Festival Internacional de Cinema d'Edimburg, Derek Elley, en revisar-la per a Variety, la va anomenar una "comèdia sexual generalment entretinguda però força passada de moda", la "trama bàsica d'un indi ingenu que ensopega amb la societat blanca dels Estats Units... mostra pocs avanços en actituds i humor a la comèdia de Blake Edwards de 1968 La festa. La BBC va dir que "uneix Bollywood i Hollywood, sàtira i romanç, per crear un atractiu plat masala d'una pel·lícula."
Després de la seva estrena als Estats Units, Stephen Holden de The New York Times el va anomenar un "híbrid conceptual nerviós" que "s'estanca entre una comèdia de situació en veu alta i una sàtira social crua" i va assenyalar que "darrere de la seva pancarta de Hollywood es troba amb Bollywood, The Guru... és una comèdia molt convencional que insisteix a lligar les seves subtrames en boniques cintes i llaços."